# Astragalus michauxii
Astragalus michauxii är en ärtväxtart som först beskrevs av Carl Ernst Otto Kuntze, och fick sitt nu gällande namn av Frederick Joseph Hermann. Astragalus michauxii ingår i släktet vedlar, och familjen ärtväxter. Inga underarter finns listade i Catalogue of Life.